# Jesper Tørring
Jesper Tørring ( 27. září 1947) je bývalý dánský atlet, mistr Evropy ve skoku do výšky z roku 1974.
Byl všestranným atletem – na olympiádách v letech 1972 a 1976 startoval v běhu na 110 metrů překážek, ve skoku do dálky a ve skoku do výšky. Jeho největším úspěchem byl titul mistra Evropy ve skoku do výšky v roce 1974 výkonem 225 cm, což byl dánský rekord.